# Doppelpentagonprisma

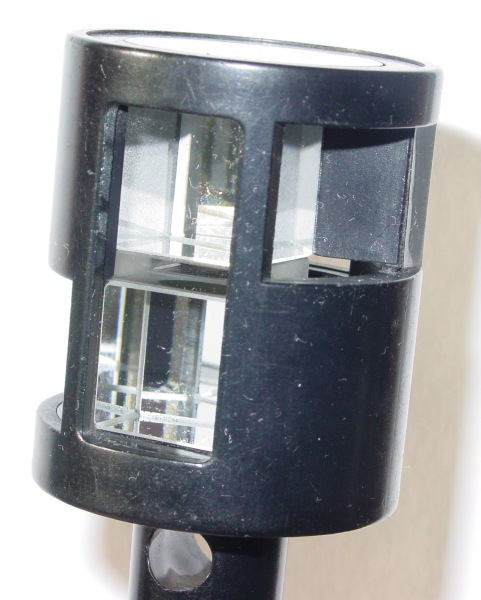
Doppelpentaprisma

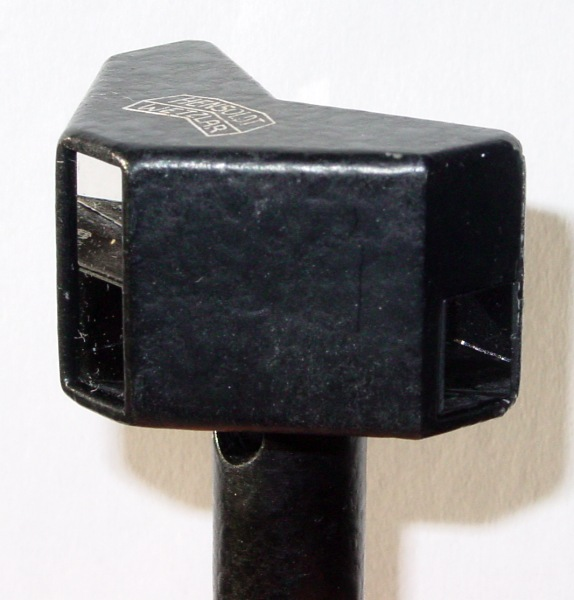
Bauweise als Kreuzvisier

Ein Doppelpentagonprisma (ⓘ), auch (Doppel)-Winkelprisma genannt, ist ein einfaches, aber wichtiges optisches Instrument der Geodäsie, um rechte Winkel abzustecken oder rechte Winkel zu überprüfen, einen Punkt auf eine Gerade aufzuwinkeln (d. h. das Lot vom Punkt auf diese Gerade zu fällen) und um sich selbst in eine Gerade einzufluchten.
Winkelprismen gibt es in verschiedenen Bauweisen. Die gebräuchlichsten sind das Doppelpentagonprisma und das Kreuzvisier. Das Doppelpentagonprisma, auch Doppelpentagon oder Doppelpentaprisma, ist am einfachsten zu handhaben. Im Doppelpentagonprisma stehen zwei fünfeckige Glasprismen übereinander. Die Winkelprismen haben am unteren Ende des Handgriffes ein Loch oder eine Einkerbung, in der eine Lotschnur eingeführt werden kann. Der vermessungstechnisch maßgebliche Standort des Winkelprismas (senkrecht unter dem Winkelprisma am Boden) ist damit bequem zu bestimmen.

## Bauweise
Ein Prisma ist ein lichtdurchlässiger Glaskörper dessen (plane) Grenzflächen geschliffen und verschiedentlich auch verspiegelt sind. Ein Prisma dient zur Umlenkung von Lichtstrahlen durch Lichtreflexion oder -brechung. 

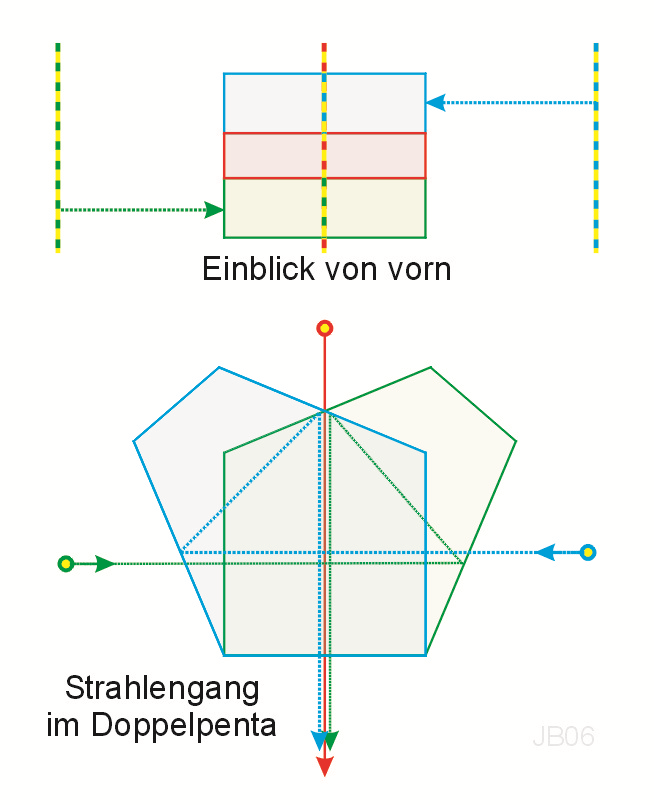
Strahlengang im Doppelpentagon

Das Doppelpentagonprisma hat zwei gegengleiche Prismenspiegel und ein Durchsichtfenster, durch welche alle drei gleichzeitig visiert werden kann. Befindet man sich in etwa auf der Geraden zwischen zwei Fluchtstäben, so kann man den linken Stab in einem Prismenspiegel, den rechten Stab in dem anderen Prismenspiegel beobachten. Wenn beide Bilder zur Deckung kommen, befindet sich das Winkelprisma exakt in der Verbindungsgeraden. Wird nun ein dritter Stab im Durchsichtfenster so gesehen, dass er sich ebenfalls mit den beiden anderen Stäben deckt, so befindet er sich auf genau der Senkrechten zur Fluchtlinie, deren Fußpunkt im Prisma liegt.

## Verwendung
Aufwinkeln (eines Punktes):
Der aufzuwinkelnde Punkt wird durchs Durchsichtfenster anvisiert und, wie in der Abbildung zum Strahlengang gezeigt, durch Ausrichten des Winkelprismas  gleichzeitig mit beiden beobachteten Punkten der Messungslinie zur Deckung gebracht. Dann ist das Winkelprisma auf die Messungslinie eingefluchtet, und das gesuchte Lot geht gerade durch seinen Standort: die Strecke vom Standort zum aufgewinkelten Punkt verläuft rechtwinklig zur Messungslinie. 
Absetzen (eines rechten Winkels):
Ein abzusetzender Punkt wird bestimmt, indem das Winkelprisma rechtwinklig zu einem festgelegten Punkt auf der Messungslinie gefällt wird.
Einfluchten (in die Messungslinie):
Gesuchte Punkte, die auf der Messungslinie liegen sollen, werden durch Fällen des Winkelprisma ermittelt. Dieses Verfahren wird beim Einfluchten angewandt, wenn dem Beobachter kein zweiter Mitarbeiter zur Verfügung steht.

## Heutige Bedeutung
Das Winkelprisma wird vorwiegend beim Orthogonalverfahren verwendet. Da dieses in der Praxis weitgehend durch das Polarverfahren abgelöst wurde, werden Winkelprismen nicht mehr so häufig wie früher verwendet, sind jedoch zum Beispiel in der Katastervermessung gelegentlich noch in Gebrauch.